# Elmo (Montana)
Elmo – jednostka osadnicza w Stanach Zjednoczonych, w stanie Montana, w hrabstwie Lake.